# Адам Єжи Чарторийський
А́дам Є́жи Чартори́йський (Чортори́йський; пол. Adam Jerzy Czartoryski; 14 січня 1770 — 15 липня 1861) — польсько-литовський князь, польський освітній, російський політичний діяч. Патріот Польщі.

## Біографія

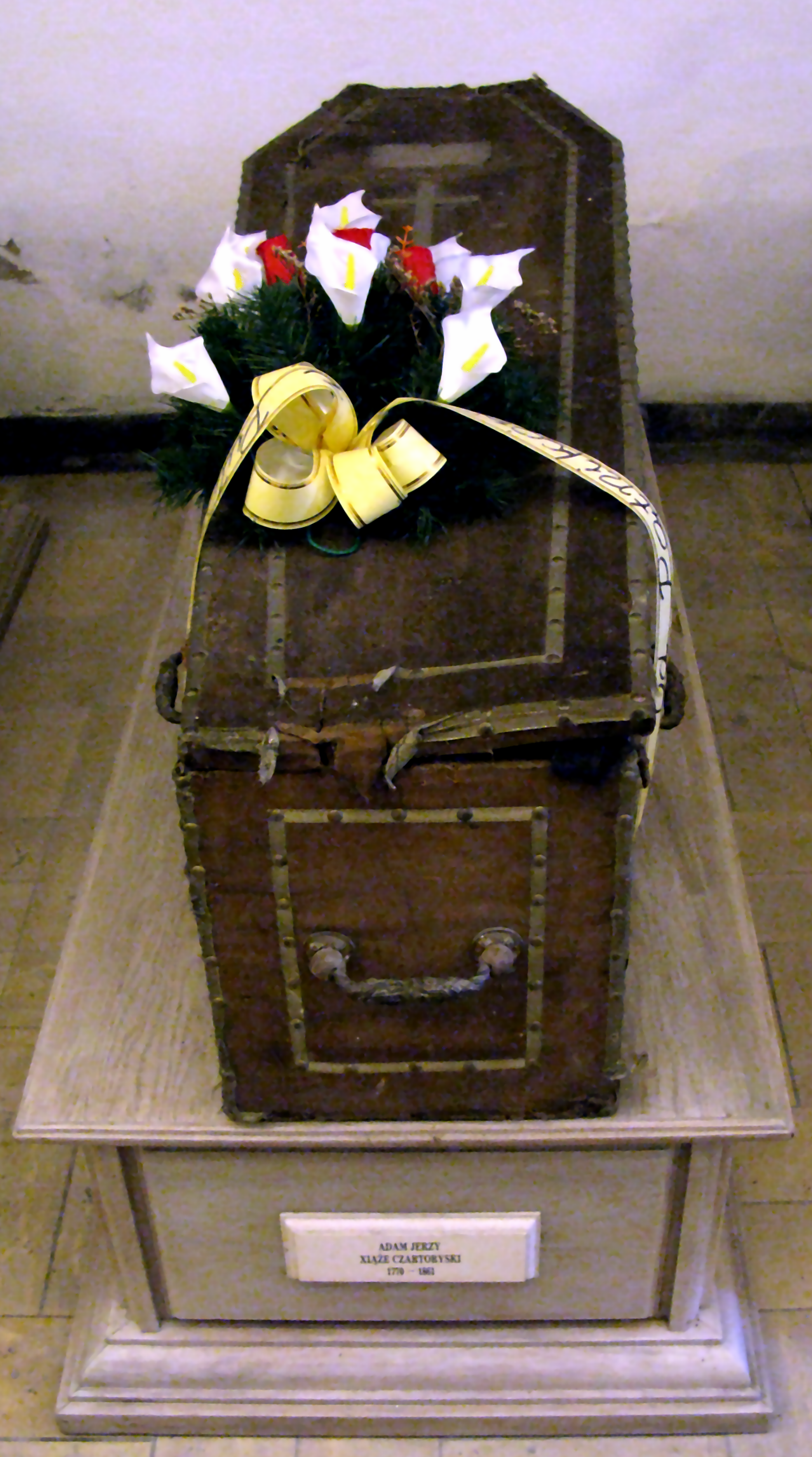
Труна з прахом А. Є. Чарторийського

Близький дорадник царя Олександра І, міністр закордонних справ Російської імперії (1804—1806). Під час польсько-литовського повстання 1830—1831 — голова тимчасового повстанського уряду, який намагався відновити Польщу в старих кордонах.
Маючи приятельські стосунки з царем Олександром І, використовував їх для польської справи. Був на посаді куратора Віленської шкільної округи. Його близьким співробітником був Тадеуш Чацький. Завадив реалізувати план вихованця Києво-Могилянки графа Петра Завадовського (1738—1812) відкрити у Києві університет для боротьби з полонізацією краю.
На еміграції очолював консервативно-аристократичний табір. У свою антиросійську акцію, головним чином у зв'язку з Кримською війною, Чарторийський пробував включити також українців; у цьому йому допомагали Ф. Духінський і М. Чайковський. У планах Чарторийського було утворення на Наддніпрянщині козацької держави, яка мала б увійти у федеративні зв'язки з Польщею, тоді як Галичина мала залишитися польською. В органі Чарторийського «Trzeci Maj» вміщено інформації про Україну.
Після придушення польського повстання під керівництвом Т. Костюшка (1794) перебував як заручник при дворі Катерини II. Пізніше деякий час жив в Англії, став прихильником конституційного устрою. Зблизився зі спадкоємцем російського престолу, майбутнім імператором Олександром I. Став членом так званого таємного комітету та міністром закордонних справ (1804—1806). Намагався добитися об'єднання всіх територій колишньої Польщі, поділених між Росією, Австрією та Пруссією, шляхом династичної унії Польського королівства з Російською імперією. Представляв інтереси частини великого дворянства, яке намагалося пристосувати кріпосні умови до умов капіталістичного розвитку. Брав участь у Віденському Конгресі 1814–15, де був радником царя Олександра I з польського питання. Створення Королівства (Царства) Польського відповідало його політичним планам. З 1815 — сенатор Королівства Польського Конгресового.

### Листопадове повстання
Постійні порушення царським урядом польської конституції та наростання реакції спричинили перехід Чарторийського до табору ліберальної опозиції. Під час Листопадового повстання 1830-31 очолював Національний уряд, який виступав за відновлення Польсько-Литовсько-Руської держави у кордонах 1772. Після поразки повстання емігрував до Франції, де жив у Парижі.

### Еміграція
В еміграції очолював консервативно-аристократичний табір. Розвивав програму відновлення незалежної Польщі за підтримки західноєвропейських держав. До боротьби проти Російської імперії намагався залучити і українців. Серед його близьких співробітників — вихідці з України Ф. Духінський і М. Чайковський. Щодо українського питання його політичні плани передбачали створення у Наддніпрянській Україні козацької держави, яка б перебувала у федеративних зв'язках з Польщею; Галичина мала перебувати у складі Польської держави.

### Меценат
Виділив кошти на побудову дзвіниці в Меджибожі (1812 р.)